# Tâm lý học so sánh
Tâm lý học so sánh (Comparative psychology) là một môn tâm lý học đề cập đến việc nghiên cứu khoa học về hành vi ở động vật và quá trình tinh thần/tâm lý/tâm thần của động vật không phải người, đặc biệt là những điều này liên quan đến lịch sử phát sinh gen, những dấu hiệu của sự thích nghi và phát triển hành vi. Ngày nay, các nhà sinh vật học, tâm lý học, nhân chủng học, sinh thái học, các nhà nghiên cứu về gen di truyền và rất nhiều người thuộc các nhóm ngành khác đã không ngừng đóng góp vào quá trình nghiên cứu về hành vi động vật.
Nghiên cứu trong lĩnh vực tâm lý học so sánh giải quyết nhiều vấn đề khác nhau, sử dụng nhiều phương pháp khác nhau và khám phá hành vi của nhiều loài khác nhau từ côn trùng cho đến linh trưởng. Đây có thể là một nhánh của tâm lý học có liên quan đến việc nghiên cứu hành vi của động vật. Các nghiên cứu hiện đại về hành vi của động vật được khởi nguồn từ công trình của Charkes Darwin và Georges Romanes, và lĩnh vực này đã phát triển trở thành một chủ đề giao thoa đa ngành.
Ngành học này bắt đầu từ nhà khoa học Pierre Flourens là một học trò của Charles Darwin và George Romanes đã trở thành người đầu tiên sử dụng thuật ngữ này trong cuốn sách "Tâm lý học so sánh" xuất bản năm 1864. Năm 1882, Romanes xuất bản cuốn sách "Trí thông minh động vật", trong đó ông giới thiệu một ngành khoa học và một hệ thống so sánh hành vi của động vật và con người. Những nhà khoa học quan tọng khác trong trường phái này còn có C. Lloyd Morgan và Konrad Lorenz. Sự phát triển của tâm lý học so sánh cũng bị ảnh hưởng bởi các nhà tâm lý học về quá trình học tập, bao gồm Ivan Pavlov và Edward Thorndike, và các nhà tâm lý học hành vi, như John B. Watson và B. F. Skinner.

## Đại cương
Tâm lý so sánh đôi khi được giả định để nhấn mạnh sự so sánh giữa các loài, bao gồm cả so sánh giữa con người và động vật. Ngành này thường sử dụng phương pháp so sánh để nghiên cứu hành vi của động vật. Phương pháp so sánh ở đây là so sánh sự tương đồng và khác biệt giữa các loài nhằm hiểu được các mối quan hệ tiến hóa. Phương pháp so sánh có thể cũng được sử dụng để so sánh các loài động vật hiện hay với các giống loài tổ tiên. Tuy nhiên, một số nhà nghiên cứu nhận thấy rằng so sánh trực tiếp không nên là trọng tâm duy nhất của tâm lý so sánh và sự tập trung cao độ vào một sinh vật duy nhất để hiểu hành vi của nó là mong muốn.
Donald Dewsbury đã xem xét các công trình của một số nhà tâm lý học và định nghĩa của họ và kết luận rằng đối tượng của tâm lý học so sánh là thiết lập các nguyên tắc của tính tổng quát tập trung vào cả nguyên nhân gần và cuối cùng. Sử dụng cách tiếp cận so sánh với hành vi cho phép người ta đánh giá hành vi mục tiêu từ bốn quan điểm bổ sung, khác nhau, được phát triển bởi Niko Tinbergen. Đầu tiên, người ta có thể hỏi hành vi có sức lan tỏa như thế nào giữa các loài (tức là mức độ phổ biến của hành vi giữa các loài động vật như thế nào). Thứ hai, người ta có thể đặt câu hỏi làm thế nào hành vi đóng góp vào sự thành công sinh sản trọn đời của các cá thể đã thể hiện hành vi (tức là hành vi đó dẫn đến việc động vật sinh ra nhiều con hơn động vật không thể hiện hành vi).
Các lý thuyết giải quyết các nguyên nhân cuối cùng của hành vi được dựa trên các câu trả lời cho hai câu hỏi này. Thứ ba, những cơ chế nào liên quan đến hành vi (tức là những thành phần sinh lý, hành vi và môi trường nào là cần thiết và đủ để tạo ra hành vi). Thứ tư, một nhà nghiên cứu có thể hỏi về sự phát triển của hành vi trong một cá nhân (tức là những gì kinh nghiệm trưởng thành, sự học hỏi, xã hội mà một cá thể động vật phải trải qua để thể hiện một hành vi)? Các lý thuyết giải quyết các nguyên nhân gần nhất của hành vi được dựa trên câu trả lời cho hai câu hỏi này. Tâm lý học so sánh thường nghiên cứu: 
- Sự tiến hóa: Các quá trình tiến hóa đã đóng góp như thế nào vào một số dạng thức hành vi nhất định?
- Di truyền: Gen di truyền góp phần như thế nào vào hành vi?
- Thích nghi và học khôn: Môi trường góp phần hình thành hành vi như thế nào?
- Giao phối: Các giống loài khác nhau sinh sản như thế nào?
- Nuôi dạy con cái: hành vi của cha mẹ góp phần vào hành vi của con cái như thế nào.

## Ứng dụng
Nghiên cứu hành vi của động vật và so sánh các giống loài khác nhau có thể mang đến thông tin hữu ích về hành vi của con người, có cái nhìn thấu đáo về các quá trình tiến hóa. Hiệp Hội Khoa Học Thần Kinh và Tâm Lý Học So Sánh, một đơn vị thuộc Hiệp Hội Tâm Lý Hoa Kỳ, cho rằng nhìn vào những điểm tương đồng và khác biệt giữa hành vi của con người và động vật có thể rất hữu ích giúp ta có cái nhìn thấu đáo về quá trình phát triển và tiến hóa, trên cơ sở đó tổng quát hóa thông tin về nhân loại. Một mục đích khác của việc nghiên cứu về hành vi của động vật thì một số các quan sát này có thể được tổng quát hóa lên con người.
Theo dòng lịch sử, nghiên cứu về động vật đã được sử dụng để kiểm tra xem một loại thuốc điều trị nào đó có an toàn và phù hợp hay một số quy trình phẫu thuật có hiệu quả trên con người hay không, và để xem xem một số cách thức học tập nhất định có thể hữu dụng trong bối cảnh lớp học hay không. Theo thuyết hành vi nghiên cứu về điều kiện hóa của Ivan Pavlov mô tả động vật có thể được huấn luyện để tiết nước bọt khi nghe tiếng chuông. Công trình này đã được đón nhận và áp dụng trong các chương trình huấn luyện cho con người. Nghiên cứu của B.F.Skinner trên chuột và chim bồ câu cũng thu về những góc hiểu thấu đáo về quá trình điều kiện hóa từ kết quả, sau đó có thể áp dụng lên các tình huống với con người.
Tâm lý học so sánh cũng được sử dụng để tìm hiểu các quá trình phát triển. Trong các thí nghiệm nổi tiếng của Konrad Loen về đặc tính hòa mình với đồng loại, ông đã phát hiện ra ngỗng và vịt đều có một giai đoạn then chốt trong quá trình phát triển là khi chúng phải bám víu vào một nhận vật nào đó đóng vvai trò làm cha mẹ, một quá trình được biết đến với tên gọi là Hòa nhập đồng loại. Ông Loen thậm chí còn phát hiện ra rằng ông có thể dạy các loài chim hòa nhập với chính bản thân ông. Nếu con vật bỏ lỡ cơ hội then chốt này, chúng sẽ không thể hình thành đặc tính gắn bó trong cuộc sống sau này.
Năm 1950, nhà tâm lý học Harry Harlow đã thực hiện hàng loạt các thí nghiệm khó chịu về hiện tượng xa rời/sống thiếu mẹ. Khỉ nâu con bị tách khỏi khỉ mẹ. Trong một số biến thể khác của thí nghiệm, khỉ con được cho ở cùng mới những khỉ mẹ dây thép (một mô hình người quấn bằng dây thép). Một con khỉ mẹ sẽ được quấn bằng vải trong khi một con khác sẽ cung cấp thức ăn. Harlow phát hiện thấy những con khỉ con ban đầu sẽ tìm kiếm sự thoải mái ấm áp ở khỉ mẹ vải và tìm kiếm thức ăn ở khỉ mẹ không quấn vải kia. Sự thiếu vắng người mẹ dẫn đến những thương tổn cảm xúc nghiêm trọng không thể bù đắp được.
Những con khỉ con thiếu hụt tình mẫu tử này không thể hòa nhập với đồng loại, không thể hình thành những mối gắn bó mới, và cảm xúc của chúng bị hủy hoại một cách trầm trọng. Công trình của Harlow đã đang được áp dụng để lý giải cho quan điểm rằng trẻ con cũng có một giai đoạn cửa sổ quan trọng trong hình thành đặc tính gắn bó. Theo các nhà tâm lý học, khi những mối gắn bó này không được hình thành trong những năm đầu thời thơ ấu thì những thương tổn cảm xúc lâu dài sẽ xuất hiện. trên cơ sở đó, đôi lúc sẽ tập trung vào hành vi cá nhân của một số loài động vật nhất định, như các loài linh trưởng, nhằm tìm hiểu kỹ hơn về các chủ đề như chăm chút bản thân, vui chơi, làm tổ, tích trữ, ăn uống, và các hành vi di chuyển.
Các chủ đề khác mà các nhà tâm lý học so sánh tìm hiểu là các hành vi sinh sản, hòa nhập với đồng loại, hành vi xã hội, học tập, ý thức, giao tiếp, bản năng và động lực. Ngành nghiên cứu về hành vi động vật có thể giúp ta hiểu sâu và rộng hơn về tâm lý học trên con người. Nghiên cứu về hành vi của động vật đưa đến nhiều phát kiến về hành vi con người, như nghiên cứu của Ivan Pavlov về điều kiện hóa cổ điển hay nghiên cứu của Harry Harlow trên khỉ nâu. Sinh viên các ngành sinh học và khoa học xã hội cũng thu được nhiều lợi ích từ việc học tâm lý học so sánh.